# HD 97605
HD 97605，又名BD+08 2476，SAO 118735、HR 4358，是一颗恒星，视星等为5.79，位于銀經247.99，銀緯60.08，其B1900.0坐标为赤經11h 8m 50s，赤緯+8° 60.08′ 29″。